# Star Trek: Klasické příběhy 03/2
Star Trek: Klasické příběhy 03/2 je kniha poprvé vydaná v USA roku 1991 pod názvem Star Trek: The Classic Episodes: Volume 3.

## Úvodem o knihách
V roce 1991, v Česku o osm let později, byly knižně zpracovány přepisy všech episod televizního seriálů Star Trek, vysílaného v USA v letech 1966–1969. Přepisy byly rozděleny do šesti knih s pojmenováním Star Trek, lišících se vzájemně podtitulem:
- Star Trek: Klasické příběhy 01/1
- Star Trek: Klasické příběhy 01/2
- Star Trek: Klasické příběhy 02/1
- Star Trek: Klasické příběhy 02/2
- Star Trek: Klasické příběhy 03/1
- Star Trek: Klasické příběhy 03/2

## Obsah knihy
Publikace s českým podtitulem Klasické příběhy 03, kniha druhá obsahuje 13 povídek, převyprávěných scénářů jednotlivých televizních epizod. Do češtiny je přiložili Věra Ježková, Dana Mikšíková, Zuzana Hanešková, Jan Pavlík, Jana Vašátková, Erika Hubařová, Lucie Ryšavá a Zuzana Trinkwitzová. Na rozdíl od úvodních knih této série není zde žádný úvod či doslov.

## Vlastní příběhy
Enterprise je kosmická loď ze Země s 400 členy posádky. Jejím kapitánem je James T. Kirk, ve vedení posádky je Vulkánec Spock, doktor Leonard McCoy, šéfinženýr Montgomery Scott a další.

### Platónovy nevlastní děti
Scénář od Meyera Dolinského, originální název Plato’s Stepchildren
Při průzkumu planet se ozvalo z jedné z nich volání o pomoc. Výsadek Kirka a přátel byl tak vlákán na povrch a zde byli zajati a donuceni hrát roli divadla skupině lidí hrajících si na bohy. Své ovládací psychokinetické schopnosti získali díky působení zvláštního nerostu kironidu z planety. Kirk s McCoyem látku využijí a zdejší polobohy přemohou.

### Mžik oka
Scénář od Arthura Heinemanna, název v angličtině Wonk of an Eye
Na planetě Scalos narazí na civilizaci několika málo tvorů, žijících obrovským tempem, takže lidé na Enterprise jako by se ani nehýbali. Přitom Scalosané mají technologii Enterprise schopnou zcela ochromit a Kirka se Spockem dokáží zajmout a urychlit na svou úroveň, aby si je nechali pro svou potěchu. S pomocí Mc Coye dokáží oba najít protilátku a se světa Scalosanů uniknout.

### Ta, která přežívá
Scénář napsal John Meredith Lucas, v originále je název That Whitch Survives
Rutinní průzkum planety s nezvyklými vlastnostmi provádí výsadek Enterprise. Hned zpočátku je záhadně usmrcen geolog výpravy (roztrhly se mu buňky v těle). Pak zjišťují vulkanickou nestabilitu, výrony energie ochromující Enterprise na orbitě (odmrštila ji 1000 světelných let daleko) i zbraně výsadku a objevuje se záhadná žena zabíjející dotykem další členy posádky. Pak zjišťují, že bytosti umí číst myšlenky a že jsou vytvářeny obrovskou počítačovou kostkou v podzemí, živé bytosti zde nejsou. Počítač zničí a osvobozeni odlétají.

### Poslední bitva
Autorem scénáře je Oliver Crawford, v originále je nazvána Let That Be Your Last Battlefield.
K Enterprise se dostal během jejího letu s léky nedávno ukradený raketoplán, na němž nachází Lokai, bytost obdobná lidem, ovšem pravou polovinu těla měl bílou a levou černou. Krátce po něm přistává u Enterprise jeho nesmiřitelný protivník Bele, který vypadá stejně, jen barvy polovic těla jsou prohozené. Jsou z planety Cheron, kde se oba prastaré národy postupně vyhladily a oba návštěvníci, honící se stovky let vesmírem, jsou z Cheronu posledními. Nakonec se oba na svoji liduprázdnou planetu dostanou, aby sebevražedný boj dokončili a Enterprise pokračuje za svým cílem pryč.

### Koho zničí bohové
Scénář napsal Lee Erwin, v originále Whom Gods Destroy
Výsadek na vězeňské planetě Ebly II vedený Kirkem má dovést nové léky pro choromyslné vězně. Jenže ti už stačili uvěznit velitele doktora Corryho a vedeni někdejším kapitánem Flotily Garthem z Izaru se zmocní i výsadku. Šílený Garth totiž zvládne metamorfózu své podoby na druhého Kirka i jiné osoby a takto velení Enterprise postupně ošálí a uvězní. Považuje se za vládce galaxie. Nicméně se ho Spockovi podaří přemoci, McCoy mu podá léky a vše se vrací do normálních kolejí.

### Znamení Gideonů
Autory scénáře byli George F.Slavin a Stanley Adams, název byl v angličtině The Mark of Gideon
Na planetu Gideon se přenáší Kirk, aby s jejím vedením navázal dlouho odpíraný osobní kontakt a získal je pro spolupráci s Federací. Premiér Hodin však zadá přenosové souřadnice úmyslně chybně, vytvoří duplicitní (přelud) Enterprise, kam Kirka dostane a odmítá povolit Spockovi jej hledat. Postupně příběh objasňuje, že Gideonané jsou téměř nesmrtelní, planeta je jimi nesmírně přeplněná a oni v člověku hledají choroby umožňující jim umírat a snížit tak počet osob svého světa. Kirk se osvobozuje, ovšem viry povolí na planetě ponechat.

### Světla Zetaru
V originále The Lights of Zetar, autory scénáře byli Jeremy Tarcher a Shart Lewis.
Cestou k planetce Alfa Memory, planetce používané Federací jako superpočítač, centrální knihovna známých civilizací s nevelkou obsluhou, jsou Enterprise a pak i planetka napadeni inteligentním mrakem z Zetaru schopným lidi zabíjet. Chtějí ovládnout z Enterprise poručíka Miru Romainovou, která je na cestě k Alfa Memory, aby měli k dispozici alespoň jedno hmotné tělo. Ta Zetararům s pomocí posádky Enterprise mentálně vzdoruje a mrak mizí. Mira zůstane pracovat na Alfě.

### Strážci mraků
Scénář napsala Margaret Armen, anglický název The Cloudminders
K planetě Ardana přiletěla Enterprise, aby dle dohody převzala zásilku nerostu zenit potřebného jinde. Spojenecká planeta Ardana je však rozdělená do dvou vrstev obyvatel se společnými předky. Část jsou horníci, dlouhé generace vystavení působení neviditelných plynů, které jim omezují duševní schopnosti a dochází pak k nevraživosti a střetům s vládnoucí třídou žijící v oblačném městě Stratos. Kirkovi lidé postupně problém rozeznají a dodají horníkům masky a se zenitem odlétají.

### Cesta na Eden
Scénář The Day to Eden napsal Arthur Heinemann.
Na palubu Enterprise se dostává šestice lidí vyznávající obdobu hnutí hippies, které vede nemocný doktor Servin. Hledají planetu Eden, kde chtějí žít bez zákonů a pravidel života a Zemi. Pak se jim podaří s malým raketoplánem utéci, na Eden se dostanou a zde je Kirkova skupina zas dostihne. Krásný Eden má však všechny rostliny prudce jedovaté a po požití jablka na Edenu (příměr z bible) první osídlenci rychle umírají. Zbytek Enterprise zachrání a odlétá.

### Rekviem pro Metuzaléma
Originální název epizody od Jerome Byxbyho je Requiem for Metuzalem.
Enterprise nachází hledanou látku s léčivými účinky na zdánlivě pusté planetě. Tam nachází pana Flinta, disponujícími mnoha vynálezy vč.robotů a androida (překrásná Rayna) a ten také bez problémů výsadek s Kirkem zajme. Flint je téměř nesmrtelný člověk ze Země, narozený tam 3034 př. n. l., který získal vzdělání a jmění a usadil se potají na planetě. Nevěděl, že zde svou nesmrtelnost ztrácí. Kirk si Ryanu zamiluje, roztržkou je Flint oslaben, Kirk léky získá a Enterprise odlétá. Flint zůstal sám na své planetě.

### Vražedná opona
Auterem scénáře byli Gene Roddenberry a Arthur Heineman, v originále je The Savage Curtain.
Poblíž zdánlivě neobyvatelné planety pro její jedovatou atmosféru se náhle její obraz na Enterprise promění za postavu někdejšího prezidenta USA Abrahama Lincolna. Ten je pozván na loď a uvítán se všemi poctami a zdá se být opravdovou postavou. Na oplátku pozve Kirka se Spockem k sobě na planetu, ti zvědaví na autora iluze uposlechnou. Zde jsou konfrontováni s dalšími věhlasnými postavami dávné historie Země a Klingonu i mocným mimozemským tvůrcem celého představení Yarnekem z Excalbia. Donutí je k vzájemným soubojům a protože Kirk se Spockem obstojí, dovolí jim i s lodí odletět pryč z jeho dosahu.

### Všechny naše včerejšky
Scénář příběhu All Our Yesterdays napsal Jean Lisette Aroeste
Enterprise navštěvuje planetu Sarpeidon u hvězdy, která se má za 3,5 hodiny změnit na novu. Na zdánlivě liduprázdném světě nachází stroj času atavachron, který výsadek přesune 100 000 let do minulosti jako obyvatele planety. Jsme svědky úsilí posádky se vrátit do svého času a na loď, částečné proměny osobnosti Spocka (zamiluje se), řady soubojů, nakonec se jim návrat podaří a od vybuchující novy v poslední chvíli uniknou.

### Vetřelec v mém těle
Autorem scénáře je Arthur H.Singer, originální název je Turnabout Intruder
Enterprise zachraňuje zbývající dvojici archeologů – dr. Colemana a dr. Lesterová na Camusu. Kirk je zde podroben nechtěné záměně těla s dávnou svoji milenkou Lesterovou, oba i s Colemanem se pak dostávají na Enterprise. Zde se nepravý Kirk pokusí postupně zlikvidovat soudními procesy důstojníky a loď převzít, to vše pro pomstu vůči Kirkovci, který Lesterovou kdysi opustil. Nakonec se s pomocí Colemana osobnosti vrací do svých postav.

## České vydání knihy
V roce 2000 knihu vydalo nakladatelství Netopejr (Karel Petřík) jako svou 39 publikaci v nákladu 2300 výtisků. Brožovaná kniha má 378 stran a je opatřena barevnou obálkou (téměř stejná pro všech šest knih), stála 167 Kč.